# Šaršeret
Šaršeret (hebrejsky שַׁרְשֶׁרֶת‎, doslova „Řetěz“, v oficiálním přepisu do angličtiny Sharsheret) je vesnice typu mošav v Izraeli, v Jižním distriktu, v Oblastní radě Sdot Negev.

## Geografie
Leží v nadmořské výšce 144 metrů na severozápadním okraji pouště Negev; v oblasti která byla od 2. poloviny 20. století intenzivně zúrodňována a zavlažována a ztratila téměř charakter pouštní krajiny. Jde o zemědělsky obdělávaný pás nedaleko od pásma Gazy, navazující na pobřežní nížinu.
Obec se nachází 21 kilometrů od břehu Středozemního moře, cca 76 kilometrů jihojihozápadně od centra Tel Avivu, cca 73 kilometrů jihozápadně od historického jádra Jeruzalému a 2 kilometry jižně od města Netivot. Šaršeret obývají Židé, přičemž osídlení v tomto regionu je etnicky převážně židovské.
Šaršeret je na dopravní síť napojen pomocí lokální silnice 2444. Východně od vesnice prochází dálnice číslo 25.

## Dějiny
Šaršeret byl založen v roce 1951, na místě kde už v letech 1946–1948 stála židovská osada Tkuma. Jde o součást jednotně řešeného bloku těsně na sebe navazujících zemědělských vesnic Šaršeraot. Tvoří jej obce Giv'olim, Ma'agalim, Mlilot, Šaršeret a Šibolim. Původně se mošav pracovně nazýval Sumra (סומרה) nebo Šaršeret Alef ('שרשרת א). Nynější název je symbolický, odkazuje na řetěz osad, který zde existuje. Druhý výklad názvu je spojení slov „Šar“ a „Šaret“ - tedy ministr Šaret, odkazující na tehdejšího ministra zahraničních věcí Izraele Mošeho Šareta.
Zakladateli vesnice byla skupina Židů z Tuniska a z menší části též z Alžírska, kteří se sem nastěhovali 30. května 1950. Tehdy ale sídlili v provizorních podmínkách. Teprve v roce 1951 proběhla v nynější lokalitě výstavba 62 příbytků, kde se osadníci usadili roku 1952. Příchozí byli napojeni na náboženskou sionistickou organizaci ha-Po'el ha-Mizrachi a na mládežnické hnutí Bnej Akiva. Rok před založením osady procházeli výcvikem v Javne. Po vzniku mošavu jeho populace rychle rostla. Roku 1954 už čítala 45 rodin.
Místní ekonomika je založena na zemědělství (pěstování polních plodin, citrusů, zeleniny a květin, sadovnictví, chov drůbeže). Kromě toho část obyvatel za prací dojíždí mimo obec. Vesnice v současnosti prochází stavební expanzí. Funguje tu synagoga, mikve, společenské centrum a sportovní areály.

## Demografie
Obyvatelstvo mošavu je nábožensky orientované. Podle údajů z roku 2014 tvořili naprostou většinu obyvatel v Šaršeret Židé (včetně statistické kategorie "ostatní", která zahrnuje nearabské obyvatele židovského původu ale bez formální příslušnosti k židovskému náboženství).
Jde o menší obec vesnického typu s dlouhodobě stagnující populací. K 31. prosinci 2014 zde žilo 293 lidí. Během roku 2014 populace stoupla o 7,3 %.
| Rok            | 1961 | 1972 | 1983 | 1995 | 2001 | 2003 | 2004 | 2005 | 2006 | 2007 | 2008 | 2009 | 2010 | 2011 | 2012 | 2013 | 2014 |
| -------------- | ---- | ---- | ---- | ---- | ---- | ---- | ---- | ---- | ---- | ---- | ---- | ---- | ---- | ---- | ---- | ---- | ---- |
| Počet obyvatel | 445  | 537  | 391  | 226  | 250  | 278  | 283  | 277  | 290  | 301  | 311  | 262  | 261  | 267  | 284  | 273  | 293  |